# Kaldesignal
Et kaldesignal bruges som identifikation af modtagere og afsendere af radiotrafik.

## I luften
Fly kan bruge et af de tre følgende kaldesignaler.
- Flyets registreringsbetegnelse evt. ledsaget af flytypen, så man på den måde kan få en idé om flyets hastighed og manøvreevne (f.eks. "Cessna OY-RYB", udtales Oscar-Yankee-Romeo-Yankee-Bravo). Danske civile fly har tildelt en registreringsbetegnelse, der starter med OY og efterfølges af tre bogstaver.
- Flyselskabets telefonibetegnelse, efterfulgt af de sidste fire cifre i registreringsbetegnelsen (f.eks. "Scandinavian YABC).
- Flyselskabets telefonibetegnelse, efterfulgt af rutenummer (f.eks. "Cimber 346", der er et Cimber Sterling fly på ruten Karup til København). Udtales Cimber-tree-four-six.

Eksempler på telefonibetegnelser.
- SAS – "Scandinavian"
- Cimber Sterling – "Cimber"
- Norwegian – "Nor Shuttle"
- KLM – "KLM"
- United Airlines – "United"

### Militært
Danske militære fly, bruger kaldesignalet "Danish Air Force" og "Danish Rescue" (SAR-helikopter) efterfulgt af flyets halenummer til operativ flyvning. Til øvelsesflyvning bruges et kaldesignal tildelt eskadrillen efterfulgt af pilotens nummer.
- Eskadrille 690 – Ukendt
- Eskadrille 721 – "Longleg"
- Eskadrille 722 – Ukendt
- Eskadrille 723 – "Skipper"
- Eskadrille 724 – "Foxeye"
- Fighter Squadron 727 – "Craven"
- Fighter Squadron 730 – "Birdsong"
- Flyveskolen – "Baby" (skoleflyvning) og "Porter" (anden flyvning)

## Til søs
Danske skibe og fartøjer tildeles et kaldesignal af Søfartsstyrelsen. Bogstaverne OU, OV, OW, OX, OY eller OZ som de to første cifre i kaldesignalet, er reserveret til Danmark.
- Fire bogstaver (f.eks. OUKL – Skoleskibet Georg Stage). Et kaldesignal med fire bogstaver viser, at skibet er registreret i Dansk Skibsregister (DAS).
- Fire bogstaver og et tal (f.eks. OULL2 – Marie Mærsk) Tallet viser, at skibet er registreret i Dansk Internationalt Skibsregister (DIS).
- Et tal efterfulgt af tre bogstaver (f.eks. 5PAP – fiskeskibet Marie-Meyer).
- To eller tre bogstaver efterfulgt af fire tal (f.eks. FTJ7026 – fiskeskibet Kyrie).

## Fodnoter
1. ↑  "BL 7-14 Bestemmelser om procedurer for tale-radiokommunikation". Arkiveret fra originalen (PDF) 19. februar 2022. Hentet 17. april 2011.
2. ↑  Aviation Codes Central (engelsk)
3. ↑  International Telecommunication Union (ITU) (engelsk)

| Fjernsyn | Spire Denne artikel om radio- og fjernsyns-teknologi er en spire som bør udbygges. Du er velkommen til at hjælpe Wikipedia ved at udvide den. |